# TM-35
TM-35 (ros. ТМ-35) – radziecka mina przeciwpancerna pochodząca z lat 30 XX w. Stosowana podczas II wojny światowej przez Armię Czerwoną. W latach 40 XX W. i 50 XX w. używana także przez ludowe Wojsko Polskie.
Mina TM-35 miała prostokątny korpus z blachy stalowej zawierający 2,8 kg trotylu w 400 gramowych kostkach. Mina uzbrajana była zapalnikiem naciskowym MW-5.